# Tipula meronensis
Tipula meronensis är en tvåvingeart som beskrevs av Oosterbroek 1997. Tipula meronensis ingår i släktet Tipula och familjen storharkrankar.
Artens utbredningsområde är Israel. Inga underarter finns listade i Catalogue of Life.